# Parophidion vassali
La doncella roja (Parophidion vassali) es una especie de pez marino poco común de la familia Ophidiidae distribuido por toda la costa este del océano Atlántico, mar Mediterráneo y el mar del Norte. Se comercializa pero con poco interés pesquero.

## Anatomía
Con el cuerpo alargado anguiliforme típico de esta familia, con varios bigotes bajo la boca y con una longitud máxima del cuerpo de 25 cm.

## Hábitat y forma de vida
Vive en el mar pegado al fondo, en aguas templadas profundas de la plataforma continental. Es una especie ovípara, que deposita los huevos flotando en una masa gelatinosa.